# Krzysztof Górski (zootechnik)
Krzysztof Górski – doktor habilitowany w dziedzinie nauk rolniczych w dyscyplinie zootechnika. Profesor Uniwersytetu Przyrodniczo-Humanistycznego w Siedlcach.

## Życiorys
W 2004 roku uzyskał stopień doktora nauk rolniczych w dyscyplinie zootechnika na podstawie rozprawy naukowej zatytułowanej „Niedobory i dysproporcje mineralne u krów mlecznych na terenie południowego Podlasia” wykonanej pod kierunkiem prof. dr hab. Leona Saby. Stopień doktora habilitowanego nauk rolniczych w dyscyplinie zootechnika uzyskał w 2018 roku na podstawie osiągnięcia naukowego pt. „Zależność zmian morfologii plemników od cech fizycznych ejakulatu knura”.

## Działalność naukowa
Jego działalność naukowa dotyczy aktualnych zagadnień związanych z efektywnością rozrodu świń, oceną stanu zaopatrzenia mineralnego zwierząt, a także oceny dobrostanu zwierząt na podstawie stanu ich zdrowia oraz parametrów mikroklimatu pomieszczeń”. Jest autorem publikacji naukowych z tego zakresu w czasopismach znajdujących się w bazach Web of Science i Scopus”.

## Nagrody i odznaczenia
Odznaczony Medalem Srebrnym Za Długoletnią Służbę oraz Medalem za Zasługi dla Siedleckiej Uczelni.